# Calle 81–Museo de Historia Natural (línea de la Octava Avenida)
La Calle 81–Museo de Historia Natural es una estación en la línea de la Octava Avenida del Metro de Nueva York de la B del Brooklyn-Manhattan Transit Corporation. La estación se encuentra localizada en Upper West Side, Manhattan entre la Calle 81 y la Calle Central Park. La estación es servida en la madrugada por los trenes del Servicio , los días de semana hasta las 11:00pm por el servicio  y por el día y las noche a excepción de las madrugadas por el servicio .
A como su nombre lo dice, la estación abastece a los pasajeros que se dirigen especialmente al Museo Americano de Historia Natural y también al Central Park.